# Coda di Volpe
La Coda di Volpe (denominato anche Caprettone nella zona del Vesuvio) è un vitigno sia a bacca bianca che a bacca nera, già diffuso nell'antica Roma.

## Storia
La più antica citazione del vitigno risale a Plinio il Vecchio, che parla di «caudas vulpium» nel libro XIV della sua Naturalis Historia.
Le viti erano coltivate alle falde del Vesuvio, in particolar modo nella zona di Trecase e Boscotrecase, dalle famiglie benestanti dell'epoca tra cui gli Izzo, detentori di numerosi certificati di eccellenza e qualità. 
Il nome del vitigno deriva dalla forma curva della piega apicale del grappolo, simile alla coda della volpe.
In passato la coda di volpe, sia a bacca bianca che a bacca nera, era molto diffusa nel Sannio e nell'Irpinia